# Cho Yeo-jeong

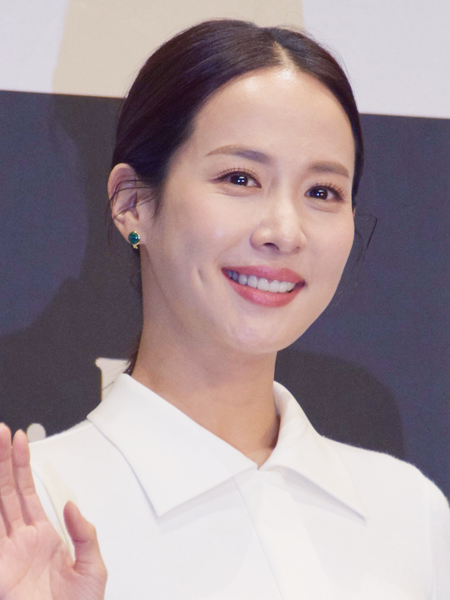
Cho Yeo-jeong

Cho Yeo-jeong (* 10. Februar 1981) ist eine südkoreanische Schauspielerin.

## Karriere
Cho Yeo-jeong war im Alter von 16 Jahren erstmals auf dem Cover des Magazins CeCi. Danach erhielt sie zunächst ein paar kleinere Rollen in Fernsehserien und Musikvideos.
2010 kam sie zu ihrem Durchbruch mit dem Erotikfilm The Servant, der zur Zeit der Joseon-Dynastie spielt. Der Film basiert auf der tragischen Sage Chunhyangjeon. Viele andere Schauspielerinnen lehnten die Rolle aufgrund der Sexszenen ab. Cho ergriff jedoch ihre Chance und die Rolle entpuppte sich als Meilenstein ihrer Karriere.

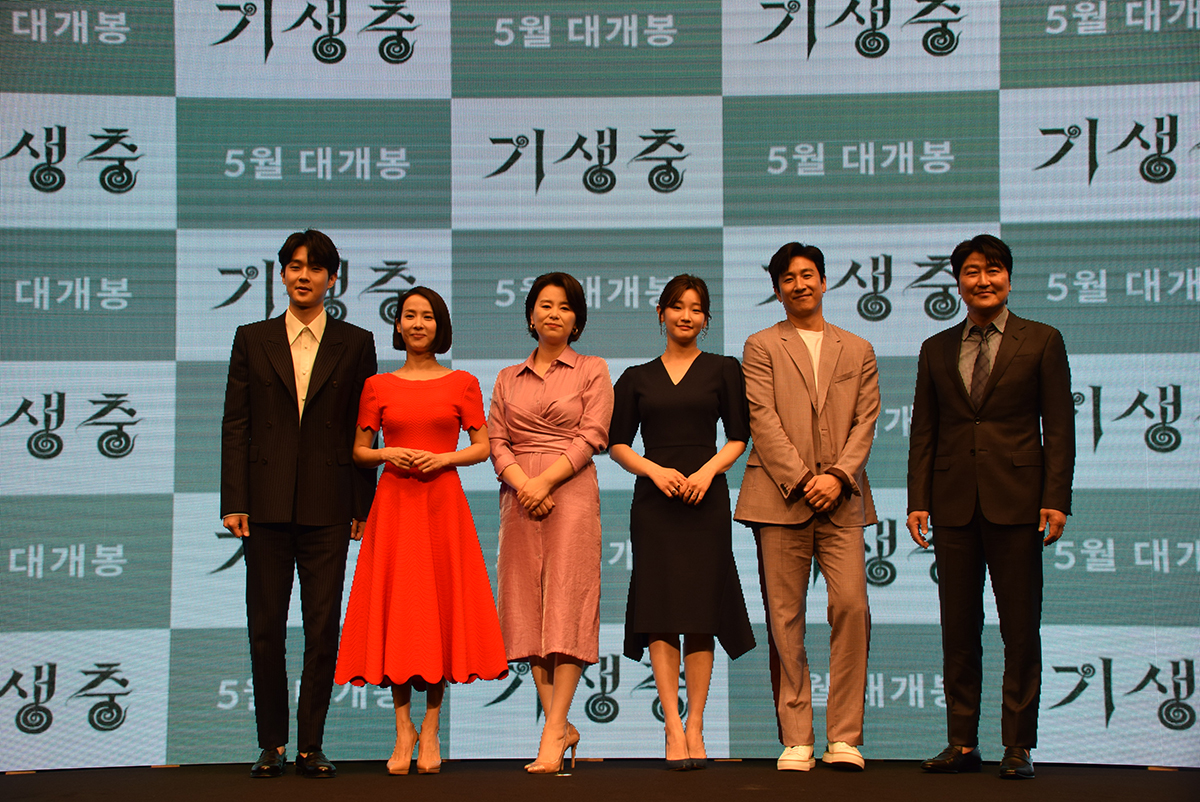
Cho (zweite von links) mit den Darstellern von Parasite

2012 spielte sie erneut die Hauptrolle in einem historischen Erotikfilm, in The Concubine. Im selben Jahr spielte sie in der romantischen Comedyserie Haeundae Lovers die Tochter eines Gangsters, die sich in einen Undercover-Agenten verliebt. 2014 spielte sie eine schwangere Ehefrau, die entführt wird, in dem Actionthriller The Target.
2019 spielte Cho die Rolle einer naiven und konsumorientierten Hausfrau in Parasite, die die wahren Abläufe in ihrem Leben erst viel zu spät bemerkt. Ihre Darstellung wurde von Kritikern gelobt.

## Filmografie

### Filme
- 2002: A Perfect Match (좋은 사람 있으면 소개시켜줘)
- 2006: Vampire Cop Ricky (흡혈형사 나도열)
- 2010: The Servant (방자전 Bangjajeon)
- 2012: The Concubine (후궁 : 제왕의 첩)
- 2014: Obsessed (인간중독 Inganjungdok)
- 2014: The Target (표적 Pyojeok)
- 2015: Working Girl (워킹걸)
- 2019: Parasite (기생충 Gisaengchung)

### Fernsehserien
- 2004: Terms of Endearment (애정의 조건, KBS2)
- 2008: The Road Home (집으로 가는 길, KBS)
- 2011: I Need Romance (로맨스가 필요해, TVN)
- 2012: Haeundae Lovers (해운대 연인들, KBS2)

## Auszeichnungen
- 2010
  - Blue Dragon Awards: Popularitätspreis (zusammen mit Son Ye-jin)[7]

- 2017
  - KBS Drama Awards: Excellence Award (Medium-length Drama), Female für Perfect Wife[8]